# Palais de la Chancellerie de Grenade
Le Palais de la Chancellerie à Grenade est un bâtiment situé dans la ville de Grenade, en Andalousie (Espagne). Il a été bâti sur ordre de Charles Quint entre 1531 et 1587 pour héberger la Real Chancillería de Grenade (Chancellerie Royale).
De nos jours il abrite le siège du Tribunal Supérieur de Justice d'Andalousie, Ceuta et Melilla. Il a été déclaré Bien d'intérêt culturel et il est considéré comme l'œuvre maniériste la plus emblématique de la ville. Il a été le premier bâtiment de ce type bâti en Espagne pour héberger un tribunal de justice.

## Le bâtiment
Le bâtiment a été construit sur ordre de Charles Quint de 1531 à 1587. Il comporte deux parties : la Chancellerie et la Prison Royale, unies par une nef intérieure triangulaire. 

### La façade
La façade est l'œuvre la plus emblématique du maniérisme à Grenade.Elle comporte 4 niveaux surmontés d'une rambarde renaissance et d'une horloge. La partie centrale est composée dune porte monumentale avec quatre colonnes surmontées d'un fronton de type antique, et au deuxième niveau des emblèmes de la région avec deux allégories.

### La Chancellerie
La cour principale est attribuée à Diego de Siloé. Elle date de 1540 et est confortée par deux rangées de portiques avec des arcs soutenus par de grandes colonnes toscanes de marbre blanc. Au milieu se trouve une fontaine polygonale.
Le monumentale escalier qui donne accès à l'appartement supérieur, située dans le coin nord-ouest de la cour, est l'œuvre de  Pedro Marín, réalisée pendant le règne de Philippe II.

### La Prison Royale
Placée à l'arrière du bâtiment, elle a fonctionné comme telle jusqu'à la fin du XIXe siècle. Il s'agit d'une construction avec deux cours qui date du XVIe siècle. Elle aussi comporte en son centre une fontaine polygonale.
La deuxième cour de la Prison Royale possède des portiques sur les côtés nord et ouest. Dans cette partie du bâtiment se dressent, en plus, deux tours. En 1926 cette partie a été restaurée pour installer  les Juges Municipaux et d'Instruction.